# Isabelle Faustová
Isabelle Faustová, nepřechýleně Faust (* 19. března 1972, Esslingen am Neckar), je významná současná německá houslistka, vítězka mnoha mezinárodních hudebních soutěží.

## Život
První lekce houslové hry začala budoucí virtuózní umělkyně brát ve věku pěti let. Cvičila společně s německým houslistou Christophem Poppenem a s Denésem Zsigmondym.
Po vítězství na Paganiniho soutěži v italském Janově v roce 1993 žila devět let ve Francii. V Paříži se seznámila se svým manželem. V roce 2004 se stala profesorkou houslové hry na Universität der Künste v Berlíně. Této profesury se však mezitím z nedostatku času vzdala, neboť absolvuje každým rokem velký počet koncertů. Již několik let žije v Berlíně (v městské části Berlín-Charlottenburg). Má syna Antoina (* 1998).
Od roku 1996 hraje na housle „Šípková Růženka“ (Dornröschen), vyrobených v roce 1704 Antoniem Stradivarim, které užívá v zápůjčce od Bádensko-Württemberské Zemské banky (Landesbank Baden-Württemberg). Při svých vystoupeních také často hraje na barokní housle s obdobně starými smyčci.
Umělkyně vystupuje jako hostující sólistka s většinou hlavních světových orchestrů. Nahrála například díla Antonína Dvořáka, Roberta Schumanna, Franze Schuberta, Johannese Brahmse (včetně jeho obtížného houslového koncertu), Bohuslava Martinů, Andrého Joliveta a dalších skladatelů. Je zastáncem nové hudby a podílela se na světových premiérách hudebních děl, mimo jiných například Oliviera Messiaena, Wernera Egka nebo Jörga Widmanna.
V létě 2013 absolvovala koncertní turné s Orchestre Philharmonique du Luxembourg pod taktovkou dirigenta Emmanuela Krivinea. Poslední z těchto vystoupení byla 13. července 2013 v síni Concertgebouw v Amsterodamu a 14. července 2013 v rámci Hudebního festivalu v Rheingau (Rheingau Musik Festival) ve Wiesbadenu. Při těchto příležitostech hrála Houslový koncert e moll op. 64 od Felixe Mendelssohna-Bartholdyho.
Pravidelná je její spolupráce s Berlínskými filharmoniky. Debutovala s nimi v lednu 2009, kdy pod řízením Sakari Orama interpretovala houslový koncert d-moll Roberta Schumanna. V květnu 2012 spolu s Claudio Abbadem provedli houslový koncert Albana Berga. Začátkem března 2015 hrála s Berlínskými filharmoniky, řízenými Bernardem Haitinkem, Beethovenův houslový koncert D-dur.
Intenzivně spolupracuje s francouzským vydavatelstvím klasické hudby Harmonia Mundi a často hraje společně s českou Pražskou komorní filharmonií.

## Ocenění
- 1987: Mezinárodní houslová soutěž Leopolda Mozarta (Augsburg, Rakousko), první cena[8]
- 1990: Soutěž Premio Quadrivio (Rovigo, Itálie), první cena
- 1993: Paganiniho soutěž (Janov, Itálie), první cena[9]
- 1994: Förderpreis des Landes Nordrhein-Westfalen für junge Künstlerinnen und Künstler
- 1997: Gramophone Award pro „Mladého umělce roku“ za její první CD nahrávku, Sonátu pro sólové housle a Houslovou sonátu č. 1 Bélu Bartóka, vydalo francouzské Harmonia Mundi[10]
- 2002: Cannes Classical Award za její nahrávku díla Concerto Funèbre skladatele Karla Amadea Hartmanna, pořízenou pro ECM
- 2010: Diapason d'Or za nahrávku Sonát a partit pro sólové housle J. S. Bacha, znovu pro Harmonia Mundi[11]
- 2012: Gramophone Award za „Nejlepší nahrávku komorní hudby“ za její nahrávku houslových sonát L. van Beethovena s klavíristou Alexandrem Melnikovem, vydalo Harmonia Mundi[12]
- 2012: Echo Klassik za nahrávku Beethovenových houslových sonát, společně s Alexandrem Melnikovem
- 2012: Diapason d'Or za nahrávku Beethovenových houslových sonát, společně s Alexandrem Melnikovem